# Quick (fastfoodketen)
Quick is een oorspronkelijk Belgische keten van fastfoodrestaurants, die vooral populair is in België, Frankrijk en Luxemburg.

## Geschiedenis
Baron François Vaxelaire opende in 1971 de eerste twee Quickvestigingen in Schoten en Waterloo op de parkings van hypermarkten.
In 1980 werd het eerste restaurant in Frankrijk geopend, twee jaar later in Luxemburg. Ook werden in Nederland een aantal Quickrestaurants geopend. Het eerste restaurant opende zijn deuren eind 1995 in Eindhoven. Daarna volgden Breda (1996), Tilburg (1996) en Rotterdam (1997). De keten had geen succes in Nederland en de restaurants sloten na enkele jaren.
Tot 2007 was Quick beursgenoteerd, maar werd in dat jaar overgenomen voor zo'n 730 miljoen euro door CDC Investissement en ondergebracht bij dochterbedrijf Qualium. Voor de overname was het voor ruim de helft in handen van de Belgische holdings Nationale Portefeuillemaatschappij (NPM) en Ackermans & van Haaren. Na de overname staat het hoofdkantoor in La Plaine Saint-Denis.
In België, Luxemburg en Frankrijk is Quick een blijvend succes. De groep had in 2008 een omzet van 900 miljoen euro, opende 32 nieuwe vestigingen en hoopt de omzet in 2009 te verhogen door de toevoeging van nog 30 vestigingen. Sinds 2009 bestaan er ook 'Giant Bars', kleine Quick-restaurants waar er enkel Giant Menu's worden verkocht. De eerste Giant Bar in België werd geopend in het station Brussel-Centraal.
Begin 2011 kwam de keten in opspraak nadat een jongeman stierf na het eten van een hamburger in Quick Avignon. Quick beloofde een betere hygiëne.
In september 2015 werd bekend dat investeringsmaatschappij Qualium in gesprek is met Groupe Bertrand, het belangrijkste bedrijf achter de Amerikaanse hamburgerketen Burger King in Frankrijk. Qualium verkoopt de 509 Quick restaurants in Frankrijk, België en Luxemburg. In Frankrijk zijn er zo'n vijftig Burger King-restaurants en de Quick-restaurants in dit land worden omgebouwd tot Burger Kings. Het merk Quick blijft wel behouden in België, Luxemburg en de overige landen. In 2014 behaalde Quick een omzet van 1029 miljoen euro en was daarmee fors groter dan Groupe Bertrand met een omzet van ongeveer 600 miljoen euro. In januari 2016 zette Groupe Bertrand de restaurants buiten Frankrijk weer in de verkoop omdat de nieuwe eigenaar zich volledig op Frankrijk wil richten.
Op 25 juli 2016 raakte bekend dat Kharis Capital, de hoofdfranchisehouder voor Burger King in verschillende Europese landen via het vennootschap QSR Belgium de Belgische Quick-restaurants overneemt van Groupe Bertrand, de Franse eigenaar.
De Franse vestigingen van Quick werden in augustus 2021 door Groupe Bertrand verkocht aan het Amerikaans investeringsfonds HIG Capital.